# Viva Las Vengeance
„Viva Las Vengeance” – siódmy album amerykańskiego zespołu poprockowego Panic! at the Disco, wydany 19 sierpnia 2022 r. nakładem wytwórni Fueled by Ramen oraz DCD2. W celu promocji wydano single: „Viva Las Vengeance”, „Middle Of A Breakup”, „Local God" oraz „Don't Let The Light Go Out".

## Kontekst
Brendon Urie powiedział o albumie, że jest to „powrót pamięcią do tego kim byłem 17 lat temu i kim jestem teraz, z sentymentem, którego nie miałem wcześniej. Nie zdawałem sobie sprawy, że tworzę album, a użycie magnetofonu taśmowego sprawiało, że byłem zupełnie szczery”. Dodał również, że album jest „kinematograficzną podróżą o cienkiej granicy między korzystaniem z młodości, korzystaniem z życia i wypaleniem zawodowym”.
Album został nagrany na 8-ścieżkowej taśmie z udziałem Jake Sinclair, Mike Viola i Butch Walker w Los Angeles.

## Okoliczności wydania
W maju 2022 r. powstała strona internetowa „Shut Up And Go To Bed”, na której po wybraniu wieku, godziny, o której chcemy położyć się spać oraz po podaniu adresu email pokazywał się komunikat nakazujący nastawić alarm na 6.01. 29 maja zespół na swoich kontach na portalach społecznościowych ogłosił premierę singla tytułowego z nowego albumu „Viva Las Vengeance”. 20 lipca miał premierę drugi singiel, „Middle Of A Breakup”, 5 sierpnia „Local God”, a 16 sierpnia „Don't Let The Light Go Out”.
Album miał premierę 19 sierpnia 2022. Tego samego dnia miała miejsce premiera teledysku do „Sad Clown”. Również tego dnia zespół wystąpił w programie TODAY Show prezentując na żywo „Viva Las Vengeance”, „Middle Of A Breakup”, „High Hopes” oraz „I Write Sins Not Tragedies".
23 sierpnia 2022 miała miejsce premiera teledysku do „Sugar Soaker”, a 8 września (w dzień rozpoczęcia trasy koncertowej) miała miejsce premiera ostatniego teledysku do „Do It To Death”.

## Lista utworów
| Nr. | Tytuł                        | Autorzy                                                                                     | Czas trwania |
| --- | ---------------------------- | ------------------------------------------------------------------------------------------- | ------------ |
| 1   | „Viva Las Vengeance”         | Brendon Urie, Jake Sinclair, Mike Viola                                                     | 3:27         |
| 2   | „Middle Of A Breakup”        | Brendon Urie, Jake Sinclair, Mike Viola                                                     | 3:20         |
| 3   | „Don't Let The Light Go Out” | Brendon Urie, Jake Sinclair, Butch Walker, Mike Viola, Janis Ian                            | 3:49         |
| 4   | „Local God”                  | Brendon Urie, Jake Sinclair, Mike Viola                                                     | 3:00         |
| 5   | „Star Spangled Banger”       | Brendon Urie, Jake Sinclair, Mike Viola                                                     | 3:09         |
| 6   | „God Killed Rock'n'Roll”     | Brendon Urie, Jake Sinclair, Mike Viola, Morgan Kibby, Russ Ballard                         | 4:17         |
| 7   | „Say It Louder”              | Brendon Urie, Jake Sinclair, Mike Viola                                                     | 3:30         |
| 8   | „Sugar Soaker”               | Brendon Urie, Jake Sinclair, Butch Walker, Mike Viola                                       | 3:11         |
| 9   | „Something About Maggie”     | Brendon Urie, Jake Sinclair, Mike Viola, Morgan Kibby                                       | 3:20         |
| 10  | „Sad Clown”                  | Brendon Urie, Jake Sinclair, Mike Viola, Morgan Kibby, Kristen Anderson-Lopez, Robert Lopez | 3:46         |
| 11  | „All By Yourself”            | Brendon Urie, Jake Sinclair, Mike Viola, Eric Carmen                                        | 4:18         |
| 12  | „Do It To Death”             | Brendon Urie, Jake Sinclair, Butch Walker, Mike Viola                                       | 4:35         |

Muzycy:
- Brendon Urie – wokal, wokal wspierający, perkusja, pianino, organy Hammonda, klawesyn, syntezator, gitara
- Jake Sinclair – wokal wspierający, bas, gitara, organy Hammonda, syntezator
- Mike Viola – wokal wspierający, gitara, pianino, organy Hammonda, klawesyn, syntezator
- Rachel White – wokal wspierający („Star Spangled Banger”, „God Killed Rock'n'Roll”, „Sugar Soaker”, „Say It Louder")
- Butch Walker – pianino („Don't Let The Light Go Out”), gitara („Don't Let The Light Go Out”, „Say It Louder”, „Do It To Death”), wokal wspierający („Don't Let The Light Go Out”, „Star Spangled Banger")

Technicy:
- Jake Sinclair – produkcja
- Mike Viola – produkcja
- Brendon Urie – produkcja (z wyjątkiem „Viva Las Vengeance”)
- Butch Walker – produkcja („Viva Las Vengeance”)
- Bernie Grundman – mastering
- Claudius Mittendorfer – miks (wszystkie utwory z wyjątkiem „Don't Let The Light Go Out”), nagranie
- John Sinclair – miks („Don't Let The Light Go Out”)
- Rachel White – nagranie
- Johny Morgan – asystent producenta
- Rouble Kapoor – asystent producenta
- Dan Pawlovich – technik perkusji

## Notowania
| Notowania                             | Najwyższa pozycja |
| ------------------------------------- | ----------------- |
| Australia (ARIA)                      | 10                |
| Austria (O3 Austria)                  | 46                |
| Belgia (Ultratop Flanders)            | 20                |
| Belgia (Ultratop Wallonia)            | 70                |
| Hiszpania (PROMUSICAE)                | 85                |
| Holandia (Album Top 100)              | 34                |
| Japonia (Albums Oricon)               | 80                |
| Japonia (Digital Albums Oricon)       | 23                |
| Japonia (Hot Albums Billboard Japan)  | 64                |
| Kanada (Albums Billboard)             | 70                |
| Niemcy (Offizielle Top 100)           | 18                |
| Portugalia (Albums AFP)               | 34                |
| Szkocja (Albums OCC)                  | 5                 |
| Szwajcaria (Schweizer Hitparade)      | 46                |
| US Billboard 200                      | 13                |
| US Top Alternative Albums (Billboard) | 2                 |
| US Top Rock Albums (Billboard)        | 3                 |
| Wielka Brytania (Albums OCC)          | 5                 |